# 義大利歷史
義大利是歐洲歷史古國，意大利自旧石器时代起就有人类居住。古代时期，亚平宁半岛上生活着众多民族，包括伊特鲁里亚人、拉丁人、萨姆尼特人、翁布里人、山南高卢人，以及大希腊地区的希腊人等。最具历史意义的是，意大利是古罗马文明的发源地。罗马始建于公元前753年的王政时代，于公元前509年建立共和政体。随后罗马共和国统一了亚平宁半岛，形成了意大利诸民族的联盟，并逐步成为统治西欧、北非和近东的霸主。公元前27年建立的罗马帝国持续数个世纪掌控地中海地区，为西方文化、哲学、科学和艺术发展作出重要贡献。
中世纪早期，意大利经历了东哥特王国、拜占庭帝国、伦巴第王国和神圣罗马帝国的政权更迭，逐渐分裂为众多城邦和地区政权，这种局面持续至国家统一。尤其是威尼斯共和国和热那亚共和国等海洋共和国在此期间走向繁荣。最终，意大利文艺复兴的兴起并影响整个欧洲，开启了现代史进程中人文主义、科学探索与艺术复兴的新篇章。在中世纪至近代早期，南意大利曾先后受诺曼人、安茹王朝、阿拉贡王国、法兰西王国和西班牙哈布斯堡王朝的统治，中部地区则主要由教皇国控制。
19世纪，意大利在萨伏依王朝领导的统一运动下建立了民族国家。新生的意大利王国迅速实现现代化，并通过建立殖民帝国控制了非洲部分地区和地中海沿岸国家。与此同时，南方仍以贫困农村为主，引发了大规模移民潮。第一次世界大战胜利后，意大利通过获得特伦托和的里雅斯特完成领土统一，并在国际联盟执行委员会获得常任席位。但《伦敦条约》（1915年）部分条款未能兑现，激起了激进民族主义者"残缺的胜利"情绪，导致1922年贝尼托·墨索里尼法西斯独裁政权的崛起。第二次世界大战期间，意大利先作为轴心国参战，后向盟军投降，经历了纳粹德国占领和法西斯附庸政权时期，最终通过抵抗运动和盟军解放成为同盟国协同参战国。
随着德国占领结束和墨索里尼被处决，1946年意大利宪政公投废除君主制建立意大利共和国，重建民主制度。战后意大利经历经济奇迹，参与创建了欧洲联盟（《罗马条约》）、北约、六国集团（后发展为七大工业国组织）以及二十国集团等重要国际组织。

## 「義大利」一名的由來
一般認為義大利這個名稱是源自於希臘人傳入的奧斯坎語Víteliú而來，擁有幼牛之地的意思。“義大利”這個名詞第一次出現在希臘作家Erodoto的作品中，根據當時一位叫安條克的歷史學家，Italia從前只有用來稱呼現在南義大利部分的地區，本指亞平寧半岛南部古布鲁蒂姆地區（現在的卡拉布里亚），再不久，Italia已經可以視為義大利部落Oenotria的同義詞，也可以適用於其他地區。希臘人逐漸使用“意大利”這個名稱來稱呼一個更廣大的地區，但是直到羅馬人征服整個半島以後，義大利這個名詞才適用於整個亞平寧半岛，原意後來引申為居住此地之人。
根據詞源學考證，為希臘語化的埃特魯利亞語，同源詞亦見於同時期其他記載，對此義大利詞源學家、哲學家瓦羅（Varrone），與天文學家、哲學家伽利略均有所考证。但仍有专家對结果质疑，认为其词另有所源。最近语源学家——乔万尼·塞梅拉诺，以其論證以印歐語系源於某種閃米特語而聞名——以語言學角度考證並提出该词源自阿卡德語atalu，意为「日落之地」。

## 史前義大利
85万年前首批原始人类抵达意大利 。考古已证实罗马和维罗纳附近曾存在过尼安德特人，至晚可追溯至更新世约5万年前。智人则出现在旧石器时代晚期。 较晚期的史前遗存包括约公元前3400-3100年（铜石并用时代）的冰人奥茨。
在铜石并用时代，印欧人分四波迁徙至意大利。第一波印欧移民约公元前3世纪中期到来，这批移民群体带来了铜器锻造技术，由此形成的雷梅德洛文化接管了波河平原。第二波迁徙发生于青铜时代早期（公元前3世纪末至公元前2世纪初），以钟杯文化为特征的部落在波河平原、托斯卡纳以及撒丁岛、西西里岛沿海地区定居，并普遍使用青铜冶炼技术。至公元前2世纪中期，第三波移民与亚平宁文明和特拉马尔文化相关联。 特拉马尔人擅长狩猎，同时驯养牲畜、耕种作物，其青铜铸造工艺精湛，常使用模具浇铸。在青铜时代晚期（公元前2世纪末至公元前1世纪初），第四波移民——原始维拉诺瓦文化群体——将冶铁技术传入亚平宁半岛。该文化可能属于中欧瓮棺文化体系的一部分， 或源自特拉马尔文化的分支。包括玛丽亚·金布塔斯在内的学者认为，这一文化与原始意大利语族向亚平宁半岛的扩散密切相关。

#### 努拉吉文明
努拉吉文明起源于撒丁岛及南科西嘉地区，存续时间为公元前18世纪至公元2世纪。 其名称源于标志性的努拉吉石塔群，这类建筑是在原有支石墓（dolmens）与立石（menhirs）的巨石文化基础上发展而来。如今撒丁岛上仍可见到7000余座努拉吉石塔遗迹。
除少量可能存在的简短碑铭文献外， 关于这一文明的文字记录尚未被发现，目前唯一文献信息源为希腊与罗马的古典文学作品，但这些记载可能带有神话色彩而非史实。 虽然研究表明公元前8世纪前后努拉盖人可能采用了类似优卑亚（Euboea）地区使用的字母系统，但在青铜时代的撒丁岛，由于缺乏该时期文字记载，当时所使用的语言（或多种语言）仍属未知。

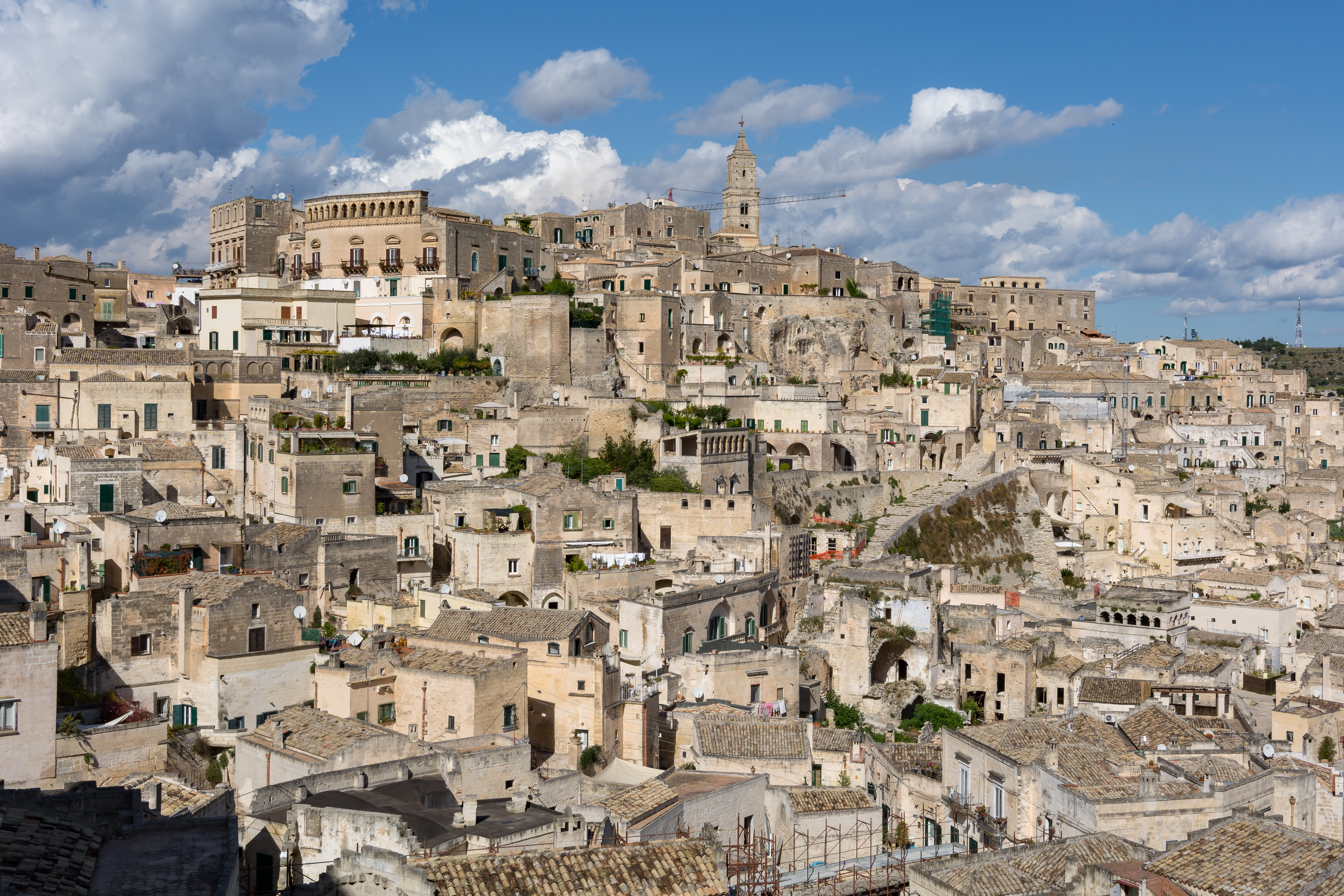
马泰拉的萨西石窟民居（Sassi cave houses）被认为是意大利地区最早的人类聚居地之一，其历史可追溯至旧石器时代。

## 伊特鲁里亚人和古意大利人
关于意大利半岛先罗马时代居民的信息在某种程度上来讲是不完整的并且还在不停的修正。随着几次大的移民浪潮（维尼托人，翁布罗-萨贝利人和拉丁人等等），东欧和中欧地区的印欧人种移民到此，和已经存在于这片土地上的先民兼容并蓄，形成一种和平共处的状态。
根据推测，这些移民应该开始于青铜时代中期（就是公元前两千年中期）并一直持续到公元前四世纪。在此期间凯尔特人也渐渐南下到波河平原地区。

## 大希臘
大希腊是指公元前八世纪到公元前六6世纪，古希腊人在意大利半岛南部建立一系列殖民城邦的总称。这其中最著名的包括尼亞波利斯（今那不勒斯）、叙拉古和塔蘭托。
大希腊的诸城邦经常与周围意大利半岛各部族发生战争，另外，他们彼此之间也常有战争。公元前4和前3世纪，大希腊诸城邦遭到叙拉古僭主狄奥尼西奥斯统治。公元前282年塔蘭托与罗马发生战争,伊庇鲁斯国王皮洛士应塔蘭托人要求支援。但是塔蘭托仍然在公元前272年落入罗马人之手，至此大希腊的所有城邦陆续为罗马人占领。
大希腊在文学、艺术、建筑等方面对罗马文化发展有着重大影响。大希腊拥有发达的农业、手工业和商业，同时也是著名哲学家芝诺、巴门尼德、毕达哥拉斯等人主要的活动场所。希臘字母的庫邁字體傳給了伊特魯里亞人，古意大利字母又演化出拉丁字母，並變成世界上最廣泛使用的字母。

## 羅馬時期
根据传统说法以及之后诸如蒂托·李维的作家所述，罗马共和国建立于公元前509年。，地點即在今義大利的首都羅馬，並以此擴充到整個義大利半島。
作為羅馬帝國的起源和核心地帶，義大利一直由羅馬元老院直轄，但不屬於一般行省而是特殊的存在，日後的東羅馬帝國也視收復義大利為重要目標，即是因為義大利在羅馬史上的特殊地位。

## 中世紀

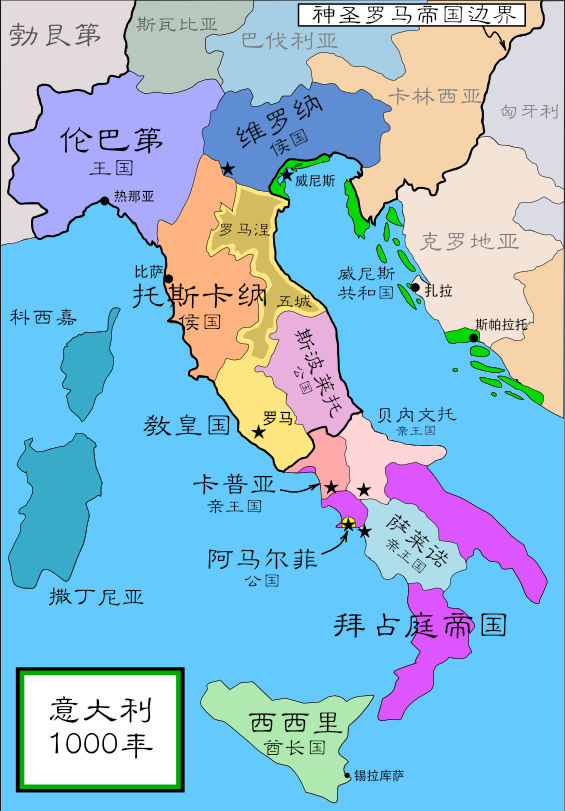
公元1000年时的意大利。

476年，西羅馬帝國被日耳曼人奥多亚塞推翻，直到493年，奥多亚塞又被东哥德国王狄奥多里克推翻。不久，伦巴第人进入意大利，在意大利北部建立伦巴第王国，在意大利南部建立三个公国。罗马教廷受到威胁。751年，伦巴第人占领拉文纳并废黜东罗马帝国的总督，一度结束拜占庭在意大利半岛上的势力。面对伦巴第人的威胁，教宗请求法兰克国王援助。756年，法蘭克國王丕平三世攻入義大利，為受倫巴底人威脅的教宗奪回大權，之後創立教宗國。800年，教宗在聖伯多祿大殿为查理大帝加冕为神圣罗马帝国皇帝。在查理大帝死后（814年），新帝国在其软弱的继任者中瓦解。由于这个，意大利面临权力的真空，而此时伊斯兰正在阿拉伯半岛、北非和中东地区兴起。在南部，意大利受到倭马亚王朝和阿拔斯王朝的攻击。在北部，中世纪公社力量开始兴起。852年，撒拉森人控制巴里并建立酋长国。伊斯兰于902年开始统治西西里。薩拉森人和日耳曼人等都曾侵入過義大利境內。11世纪结束意大利中世纪最黑暗的时期。贸易逐渐发展起来，特别是在沿海出现四个城邦国家，阿马尔菲、比萨、热那亚、威尼斯。
在南意大利，意大利督軍區，最後一個拜占庭據點於1071年陷落。1130年，西西里伯爵鲁杰罗二世登基为西西里国王，建立起西西里的诺曼王朝。1155年，拜占庭皇帝曼努埃尔一世派军队在普利亚登陆，企图入侵意大利南部，但是遭到抵抗。1158年，拜占庭军队撤出意大利。1189年，西西里国王古列尔莫二世去世，但因其指定的继承人姑母科斯坦察已嫁给神圣罗马帝国皇子海恩里希，不愿被德国人统治的西西里上层贵族没有拥立她，而是拥立古列尔莫的私生堂兄坦克雷迪为王。海恩里希于1191年加冕为皇帝亨利六世后，以科斯坦察的名义要求西西里王位，多次入侵西西里。1194年坦克雷迪去世，亨利六世夺取西西里王位，废黜古列尔莫三世，诺曼王朝结束。

## 文藝復興
義大利文藝復興（Italian Renaissance）開創早期的文藝復興時代，即從14世紀末期到大約1600年之間，一個具有文化上重大改變與成就的時代。雖然它的起源可以追溯到14世紀早期，義大利文化裡的許多面向大致都是中世紀的，而且文藝復興一直要到這個世紀結束時才整個呈現出來。Renaissance 這個詞 (義大利文：rinascimento） 的字面意思是「重生」 (英文：rebirth)，而這個時代最為人熟之的是，在被文藝復興人文學者稱為黑暗時代之後，重新對古典的古代 的文化產生興趣。這些改變雖然很有意義，卻集中在菁英階層，絶大多數的人民生活跟中世紀比較起來，幾乎沒有什麼改變。
義大利文藝復興從義大利北部開始，集中在佛羅倫斯。它接著往南傳佈，對羅馬的影響尤其大，而羅馬大致上是被文藝復興教宗們重建的。義大利文藝復興在15世紀晚期達到全盛時期，當時外國入侵使整個地區陷入混亂。但是，文藝復興的想法跟理想散佈到歐洲其他地方，開啟北方文藝復興與英國文藝復興。
義大利文藝復興最為人熟知的是文化方面的成就，包括佩脫拉克、卡斯蒂廖內和馬基維利的文學作品，藝術家米開朗基羅和達文西，還有偉大的建築物如佛羅倫斯的聖母百花大教堂和梵蒂岡的聖伯多祿大殿。
外国侵入意大利的意大利戰爭开始于1494年法国的入侵。这个对意大利北部造成大范围的破坏并且结束许多城邦国家的独立。战争最初起源于米兰公国和那不勒斯王国的王朝争斗，随后迅速成为各种参与者之间的力量和领土争斗。

## 近代
此時期的意大利主要特征是外国的统治和經濟的衰弱。在義大利戰爭結束後，義大利落入西班牙哈布斯堡王朝的控制中。在隨後的近三百年間，義大利始終處在被列強爭奪的狀態。

### 17世纪
17世纪是意大利历史上的一个动荡时期，其特点是深刻的政治和社会变革。其中包括西班牙对半岛的影响，以及教皇和罗马天主教会在反宗教改革的鼎盛时期，天主教对新教改革的反应。尽管有重要的艺术和科学成就，如伽利略在天文学和物理学领域的发现，以及巴洛克风格在建筑和绘画方面的繁荣，但意大利整体的经济仍然衰退。

### 18世纪
西班牙王位继承（1701-14年）的战争是由西班牙国王卡卡洛斯二世的去世而引发的，他将西班牙的全部遗产都留给费利佩身上.费利佩是法国国王路易十四的第二个孙子。面对法国在欧洲大部分地区的霸权威胁，奥地利、英国、荷兰共和国和其他小国家(萨伏伊的公国)在海牙签署了一个大联盟。这个联盟成功地击败了法国-西班牙的“两个王冠”，随后的《烏得勒支和約》和《拉什塔特和約》将大部分意大利（米兰、那不勒斯和撒丁尼亚）的控制权从西班牙转移到奥地利，而西西里则被割让给萨沃伊的公国。

1796年，拿破侖入侵義大利，并且建立義大利王國 (拿破仑时代)，這是義大利近代史上第一個統一的國家（雖然實際上被法國控制）。但在拿破侖戰敗，1815年維也納會議召開後，義大利再次陷入分裂。

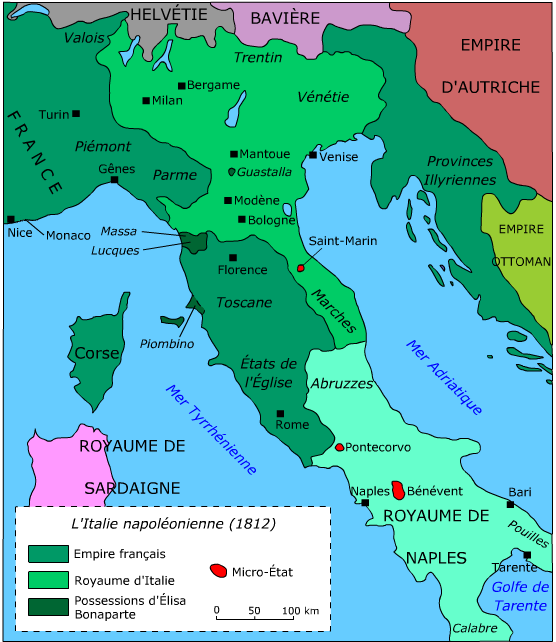
1812年的義大利，深綠為法蘭西帝國領土，綠色為義大利王國，青綠色為那不勒斯。

## 統一

欧洲 - 1814

自從維也納會議將義大利再次置入分裂狀態後，義大利人就不斷為國家的統一努力。1860年5月5日，加里波第和1000名紅衫軍從熱那亞出發前往西西里島，并推翻波旁的統治。隨后加里波第又勝利的進入帕勒莫。1861年，義大利王國成立。直到1870年，羅馬城被併入義大利，義大利至此宣告完全統一。

## 王國與法西斯政權
義大利獨立建國後，其的經濟狀況較其他西歐國家落後，政局也較為動蕩。南北義大利之間巨大的經濟差距，迫使不斷有南方的義大利人搬遷到北部或前往新大陸。義大利本來與德意志帝國和奧匈帝國之間簽訂有三國同盟。但在第一次世界大戰中，義大利加入協約國一方。但義大利在戰後并未完全得到英法應允的土地。由於談判桌上的失敗加上戰爭為義大利經濟和社會帶來的巨大沖擊，導致國內形勢持續不安。法西斯黨則利用這一時期崛起掌權。
在二戰中，義大利身為軸心國成員，陸續吞併埃塞俄比亞，阿爾巴尼亞，克羅地亞及希臘，控制了整個地中海。二戰戰敗後，君主制度被廢除，取而代之的是義大利共和國的建立。

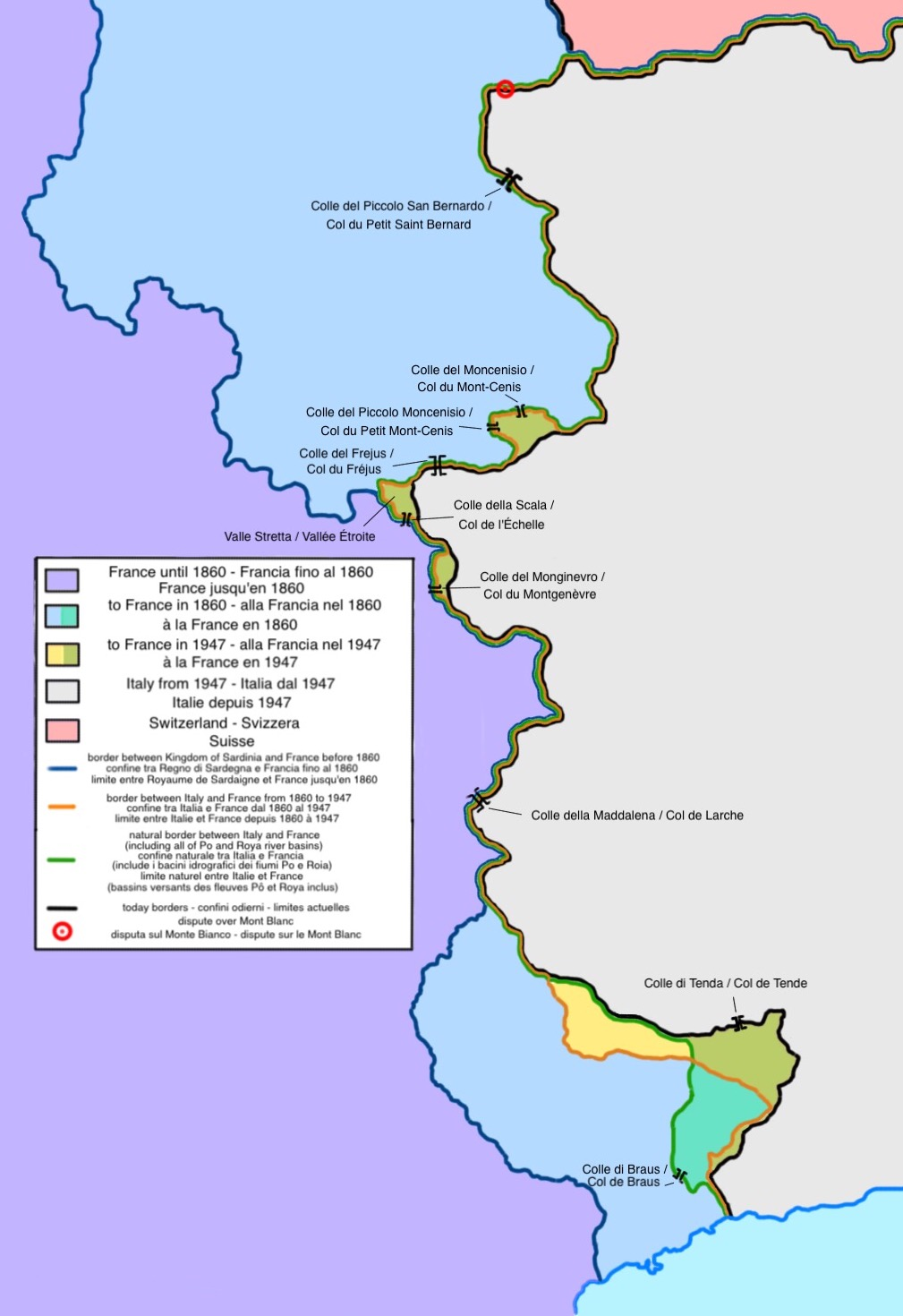
1860年以来法国殖民的意大利

## 義大利共和國
第二次世界大战给意大利带来经济破坏和社会分裂。随着维托里奥·埃马努埃莱三世的退位，他的儿子，新国王翁貝托二世受到意大利是否会进行另外一场内战的压力。一场全民公投发起来决定意大利是否保留君主制或者成为共和国。1946年6月2日，共和派赢得54%的支持。意大利正式成为一个共和国。萨伏依王朝的男性成员被禁止进入意大利，这条禁令直至2002年废除。根据1947年意大利和平条约，东部边境被南斯拉夫吞并。同时，意大利失去所有的海外殖民地。